# Pierre d’Amboise
Pierre d’Amboise (1428 bezeugt; † 28. Juni 1473 im Château Meillant im Berry) war Herr von Chaumont-sur-Loire, Meillant, Sagonne, Les Rochettes, Asnières bei Blois, Saint-Vérain, Bussy, Preuilly, Les Bordes-Guénand, Moulins, Charenton etc.
Er war der Sohn von Hugues III. d’Amboise, der 1415 in der Schlacht von Azincourt fiel.
Er war – wie sein Vetter Louis d’Amboise – ein Kampfgefährte Jeannes d’Arc bei der Belagerung von Orléans im Januar 1429, Berater und Kammerherr des französischen Königs Karl VII., und wurde 1440 dessen Gouverneur von Touraine, nahm aber auch im gleichen Jahr am Praguerie genannten Adelsaufstand teil.
1462 war er der Botschafter des neuen Königs Ludwig XI. im Rom, und trat 1465 der Ligue du Bien public bei, weswegen er 1466, nach deren Ende, enteignet wurde und erleben musste, dass der König das Schloss Chaumont, seine wichtigste Festung, zerstören ließ.
Er heiratete Anne de Bueil (der Ehevertrag wurde am 23. August 1428 geschlossen), Dame d’Aubijoux, † nach 1. Dezember 1458, Tochter von Jean IV. de Bueil aus dem Haus Bueil, Grand maître des arbalestriers (Großmeister der Armbrustschützen), und Marguerite Dauphine d’Auvergne, mit der er 17 Kinder hatte, darunter:
1. Charles I. d’Amboise, 1475 Graf von Brienne, † 1481
2. Jean d’Amboise, † 1516, Herr von Bussy
3. Hugues d’Amboise, † vor 1502, Nachkommen: die Grafen von Aubijoux, † 1656
4. Jean d’Amboise, † 1498, 1481–1497 Bischof von Langres
5. Louis I. d’Amboise, † 1503, 1474–1503 Bischof von Albi
6. Jacques d’Amboise, † 1516, 1485–1510 Abt von Cluny, 1505–1516 Bischof von Clermont
7. Aimery d’Amboise, † 1512, 1503–1512 Großmeister der Johanniter
8. Georges d’Amboise, † 1510, 1482–1484 und 1491–1494 Erzbischof von Narbonne, 1484–1491 Bischof von Montauban, 1494–1510 Erzbischof von Rouen, 1498 Kardinal, Staatsminister Ludwigs XII.

Pierre d’Amboise wurde im Konvent Sainte-Claire in Bourges bestattet, den er selbst gegründet hatte.